# Frankenstein rencontre le loup-garou
Pour plus de détails, voir Fiche technique et Distribution.
Frankenstein rencontre le loup-garou (Frankenstein Meets the Wolf Man) est un film de Roy William Neill sorti en 1943 mettant en vedette Lon Chaney Jr. dans le rôle de Lawrence Talbot alias le loup garou, Bela Lugosi dans le rôle du monstre de Frankenstein et Patric Knowles. 
Le film fait partie de la série des Universal Monsters ; il fait suite à la fois au Loup-garou de George Waggner, sorti en 1941 et au Fantôme de Frankenstein, de Erle C. Kenton, sorti en 1942. Universal Pictures fait ici se rencontrer, pour la première fois, deux de ses monstres vedettes.

## Synopsis
Larry Talbot, un loup garou délivre le monstre de Frankenstein dans un bloc de glace.

## Fiche technique
- Titre original : Frankenstein Meets the Wolf Man
- Titre français : Frankenstein rencontre le loup-garou
- Réalisation : Roy William Neill
- Scénario : Curt Siodmak
- Chef-opérateur : George Robinson
- Musique : Hans J. Salter
- Costumes : Vera West
- Montage : Edward Curtiss
- Décors : Russell A. Gausman
- Production : Universal Pictures
- Durée : 74 minutes
- Dates de sortie : 
  - États-Unis : 5 mars 1943
  - France : 15 décembre 1954

## Distribution
- Lon Chaney Jr. : Lawrence Stewart Talbot / Le loup-garou
- Ilona Massey : Baronne Elsa Frankenstein
- Patric Knowles : Docteur Frank Mannering
- Lionel Atwill : Le maire
- Bela Lugosi : Le monstre de Frankenstein
- Maria Ouspenskaya : Maleva
- Dennis Hoey : Inspecteur Owen
- Don Barclay
- Rex Evans : Vazec
- Dwight Frye
- Harry Stubbs : Guno
- Jeff Corey
- Martha Vickers : Margareta
- Cyril Delevanti : Freddy Jolly
- Lance Fuller : un jeune villageois

## Autour du film

### Série de films
- Frankenstein
- La Fiancée de Frankenstein
- Le Fils de Frankenstein
- Le Fantôme de Frankenstein
- Frankenstein rencontre le loup-garou
- La Maison de Frankenstein
- La Maison de Dracula
- Deux Nigauds contre Frankenstein